# Stuntman (Edgar Froese)
Stuntman is het vijfde soloalbum van Edgar Froese. Froeses band Tangerine Dream kende enige hoogtijdagen in hun albums Force Majeure en Tangram. Met name die laatste liet een wending in stijl horen naar (nog) meer melodieus werk onder invloed van Johannes Schmoelling. Het is daarom vreemd dat ook op dit soloalbum eenzelfde stijl is te horen. De klank van de muziek op dit album doet sterk denken aan de muziek van Jean Michel Jarre (Drunken Mozart). Volgens Froese was dat te danken aan de nieuwe synthesizers, die toen beschikbaar waren in de Hansa Studio in Berlijn.
In 2005 werd als heruitgave een geremixt album uitgegeven met een ander hoesontwerp.

## Musici
- Edgar Froese – synthesizers, gitaar, elektronica

## Muziek
| Nr. | Titel                        | Duur  |
| --- | ---------------------------- | ----- |
| 1.  | Stuntman                     | 4:13  |
| 2.  | It would be like Samoa       | 10:40 |
| 3.  | Detroit snackbar dreamer     | 6:26  |
| 4.  | Drunken Mozart in the desert | 9:55  |
| 5.  | A Dali-esque sleep fuse      | 8:26  |
| 6.  | Scarlet score for mescalero  | 4:12  |